# Els Dalton (pel·lícula)
Els Dalton contra Lucky Luke (títol original: Les Dalton) és una pel·lícula franco-alemany-espanyola de 2004 dirigida per Philippe Haïm i estrenada als cinemes francesos l'any 2004. És una adaptació dels dibuixos animats de Lucky Luke, que es concentra en els personatges dels germans Dalton.
S'ha estat doblada al català per als cinemes l'any 2005, i va comptar amb les veus de José Corbacho i Edu Soto com Joe i Averell Dalton. Les adaptacions al doblatge les va fer Juan Cruz.

## Argument
Els germans Dalton, coneguts lladres de l'Oest, busquen un barret màgic amb la finalitat d'atracar bancs sense ser vistos. L'intent el portaran a terme dos dels quatre fills de la Sra. Dalton, avergonyida d'ells i després d'haver-los expulsat de casa. Aconseguir que la mare se senti orgullosa dels seus fills novament serà difícil i més quan l'atracament els surt malament i es troben amb el pistoler Lucky Luke.

## Repartiment
| Paper                              | Interprèt                   |
| ---------------------------------- | --------------------------- |
| Joe Dalton                         | Éric Judor                  |
| Averell Dalton                     | Ramzy Bédia                 |
| Jack Dalton                        | Saïd Serrari                |
| William Dalton                     | Romain Berger               |
| Lucky Luke                         | Til Schweiger               |
| Lucky Luke                         | Cédric Dumond (veu parlant) |
| El Tarlo                           | Javivi                      |
| El cap del poble mexicà            | Jean Benguigui              |
| Ma Dalton                          | Marthe Villalonga           |
| Ma Billy                           | Sylvie Joly                 |
| Ma James                           | Ginette Garcin              |
| Ma Cassidy                         | Marie-Pierre Casey          |
| El director de la Gulch City Bank  | Michel Muller               |
| Els duaners estatunidenco-mexicans | Élie Semoun                 |
| El doctor Doxey                    | Élie Semoun                 |
| Mexicà de la Presó                 | Kad Merad                   |
| Ancià                              | Darryl Cowl                 |
| Cowboy Vanitós                     | Jean Dujardin               |
| El mercader                        | François Hadji-Lazaro       |
| Mac Dermott                        | Paul Nguyen                 |
| Guarda de la Presó                 | Prodromos Antoniadis        |
| Coronel                            | Christian Guillon           |
| Jutge                              | Paillette                   |
| Rantanplan                         | Éric Métayer                |
| Jolly Jumper                       | Jean Rochefort              |
| Bandit gras                        | Constantine Attia           |
| Narrador del Noticiari             | Karl Zéro                   |

## Acollida
El film totalitza la seva primera setmana 704.768 entrades, per caure a 93.002 entrades tres setmanes més tard. Finalment, el film haurà totalitzat 1.925.165 entrades en cinc setmanes.
El film rep una acollida critica molt tèbia. AlloCiné li concedeix 2,9 / 5 de crítiques positives nivell premsa. Les crítiques reprotxen la falta d'inventiva en el guió. És setè a la llista dels pitjors films de tots els temps a AlloCiné, amb una nota mitjana de 1,0.

## Distincions
La pel·lícula va ser nominada al premi Goya al millor maquillatge i perruqueria.

## Posteritat
El coguionista de la pel·lícula, Michel Hazanavicius indica que l'Éric i Ramzy també li van proposar dirigir-la, però que "UGC es va negar: em van dir que no era director, que només era amic d'Eric i Ramzy". presenta la pel·lícula com “un dels [seus] obstacles” i explica la seva mala qualitat pel fet que Philippe Haïm va buscar un compromís entre l'escenari inicial i el que ell mateix havia imaginat per a una altra adaptació. La pel·lícula li va permetre conèixer Jean Dujardin per primera vegada, però la connexió entre els dos homes no es produirà fins més tard.

## Filmografia deLucky Luke
- 1967: Les Dalton de Robert Valley (scopitone per a la cançó de Joe Dassin)
- 1971: Lucky Luke, l'intrèpid de René Goscinny i Morris
- 1971: Le juge de Jean Girault i Federico Chentrens
- 1974: Atını Seven Kovboy/Red Kit Daltonlara Karşı de Aram Gülyüz
- 1978: Lucky Luke: La balada dels Dalton de René Goscinny i Morris
- 1983: Lucky Luke: Els Dalton en llibertat de Morris, William Hanna, Joseph Barbera i Ray Patterson
- 1991: Lucky Luke de Terence Hill amb Terence Hill, Nancy Morgan, Roger Miller, Fritz Sperberg, Dominic Barto, Bo Greigh, Ron Carey, Arsenio Trinidad, Mark Hardwick, Neil Summers i Buff Douthitt
- 2004: Els Dalton contra Lucky Luke de Philippe Haim amb Éric Judor i Ramzy Bédia
- 2007: Tots cap a l'Oest d'Olivier Jean-Marie amb les veus de Lambert Wilson, Clovis Cornillac i François Morel
- 2009: Lucky Luke de James Huth amb Jean Dujardin